# آزاپروسین
آزاپروسین (انگلیسی: Azaprocin) دارویی است که یک ضددرد اپیوئیدی است که تقریباً ده برابر مورفین قدرت دارد و شروع سریع و مدت اثر آن کوتاه است.  در سال ۱۹۶۳ کشف شد، اما هرگز به بازار عرضه نشد.